# ستيفاني غارسيا
ستيفاني غارسيا (بالإنجليزية: Stephanie Garcia)‏ هي منافسة ألعاب القوى أمريكية، ولدت في 3 مايو 1988 في أوستن في الولايات المتحدة.

## وصلات خارجية
- ستيفاني غارسيا على موقع الاتحاد الدولي لألعاب القوى (الإنجليزية)
- ستيفاني غارسيا على موقع الدوري الماسي (الإنجليزية)
- ستيفاني غارسيا على موقع TFRRS.org (الإنجليزية)